# Rüdiger Nüchtern
Rüdiger Nüchtern (* 11. April 1945 in Dietramszell) ist ein deutscher Filmregisseur und Drehbuchautor. 

## Leben
Nach dem Studium der Theaterwissenschaften und Germanistik schrieb er sich 1968 an der Hochschule für Fernsehen und Film München (HFF) ein. Daneben drehte Rüdiger Nüchtern Musikfilme. 1970 ging er gemeinsam mit einer Musikgruppe (Subject Esq., später umbenannt in Sahara) und seiner HFF-Abschlussarbeit, „Komm Baby“, auf Tournee. Gleichzeitig wurde er Gründungsmitglied im Filmverlag der Autoren. Rüdiger Nüchtern drehte in dieser Zeit Kurzfilme und Dokumentationen. Mitte der 1970er Jahre konzipierte Nüchtern, dessen Karriere eng mit dem Bayerischen Rundfunk verbunden ist, die achtteilige Serie „Anschi und Michael“ (Buch und Regie) so geschickt, dass sie wenig später, nach einer zufälligen Aufführung bei einem Festival, auch als Lang- bzw. Kinoversion lief.
Nach diesem Erfolg drehte Rüdiger Nüchtern den TV-Dreiteiler „Schluchtenflitzer“ und übernahm 1979 die Ausarbeitung der Drehbücher zur 13-teiligen Fernsehserie „Ein Mayer kommt selten allein“. 1986 entstand nach seinem Buch und unter seiner Regie die sechsteilige BR-Serie „Der Schwammerlkönig“ mit Walter Sedlmayr, Wolfgang Fierek, Enzi Fuchs, Kurt Weinzierl, Ottfried Fischer u. a. Zahlreiche Spielfilme und Serien (u. a. einzelne Folgen von Der Fahnder, Wolffs Revier) folgten.
Nüchtern ist mit Monika Nüchtern verheiratet und hat mit ihr zwei Söhne, Maximilian und Jakob, die Schauspieler sind.

## Filmografie
- 1975/76: Anschi und Michael (Regie)
- 1978/79: Schluchtenflitzer (Regie)
- 1981: Nacht der Wölfe (Regie)
- 1983: Bolero (Regie)
- 1986: Der Schwammerlkönig – Serie (Regie)
- 1989: Joseph Filser – Bilder aus dem Leben eines Bayerischen Abgeordneten – Serie (Regie)
- 1997: Wilde Zeiten (Regie)
- 2002: Tauerngold (Regie)